# کیما (تگزاس)
کیما، تگزاس(به انگلیسی: Kemah, Texas) شهری در ایالت تگزاس از ایالات جنوبی ایالات متحده آمریکا است. در سرشماری سال ۲۰۰۰، جمعیت این شهر ۲۳۳۰ نفر اعلام شد.